# Park Narodowy „Kodar”
Park Narodowy „Kodar” (ros. Национальный парк «Кодар») – park narodowy w rejonie kalarskim Kraju Zabajkalskiego w Rosji. Jego obszar wynosi 4917 km². Park został utworzony dekretem rządu Federacji Rosyjskiej z dnia 19 lutego 2018 roku. Od zachodu graniczy z Rezerwatem Witimskim.

## Opis
Park obejmuje większą część gór Kodar – najwyższego pasma Gór Stanowych. Składa się z dwóch części. Część południowa obejmuje m.in. główny grzbiet Kodaru z lodowcami i najwyższym szczytem Pik BAM (3072 m n.p.m.), a także jezioro Niczatka (nazywane Małym Bajkałem), wąwóz  Mramornoje i piaszczysty masyw Carskije Pieski. Część północna obejmuje głównie obszar wulkaniczny z wulkanami Aku, Dolinnyj, Inariczi, Czepe i Syni. 
Lasy modrzewiowe w parku sięgają do 1500-1700 m, wyżej są lasy brzozowe  przechodzące w górską tundrę i skały.  Występuje tu ponad 350 gatunków roślin, 45 gatunków ssaków, ponad 150 gatunków ptaków, 350 gatunków owadów, 23 gatunki ryb i 2 gatunki płazów. Z tego 87 gatunków zwierząt i ptaków jest zagrożonych wyginięciem.